# سيليسيد الكالسيوم
سيليسيد الكالسيوم مركب كيميائي لاعضوي صيغته CaSi، ويوجد على شكل صلب بلوري.

## التحضير
يمكن تحضير المركب من التفاعل المباشر بين عنصري الكالسيوم والسيليكون بالصهر عند درجات حرارة تتجاوز 1300 °س:
{\displaystyle \mathrm {Ca+Si\longrightarrow CaSi} }
كما يمكن أن يتم الانطلاق من مركب هيدريد الكالسيوم عند درجات حرارة حوالي 1000 °س:
{\displaystyle \mathrm {CaH_{2}+2\ Si\longrightarrow CaSi_{2}+H_{2}} }

## الخواص
يوجد المركب في الشروط القياسية على شكل بلورات ذات نظام بلوري معيني مستقيم.